# Paragogé
A nyelvészetben és a retorikában a paragogé (< ógörög παραγωγή paragogé ’hosszabbítás’), más néven az epitézis (< ógörög ἐπίθεσις epitheszisz) etimológiailag nem indokolt beszédhang vagy hangok csoportjának szó végéhez való hozzáadását képező hangváltozás. A retorikában az adjekció típusú metaplazmusok közé tartozó hangalakzat.

## A nyelvtörténetben
A paragogé nyelvtörténeti jelenségként a szavak fejlődését érinti. Szó lehet paragogéról átmeneti folyamatban egy alapnyelvből egy vagy több belőle származó nyelvbe. Például az olasz nyelvben a latin esse ’lenni’, sum ’vagyok’, cantant ’énekelnek’ igealakokból essere, sono, illetve cantano lett.
A román nyelvben a latin currere ’szaladni’ igéből származik az a curge ’folyni’ ige. A kijelentő mód jelen idő egyes szám első személyű alakja szabályosan cur lett volna, de hozzáadták a [g]-t analógia útján az a merge ’menni’ ige azonos személyű merg ’megyek’ alakjával.
Már kialakult nyelv történetében is fejlődnek szavak, beleértve paragogéval. Ez az esete például az angol sound ’hang’ szónak. Etimológiája latin sonus > ófrancia son > közép-angol soun > modern angol sound. A d analógia útján került a végére olyan más szavakkal, amelyekben az n-t d követi, pl. gender ’nem’.
A magyar nyelv régebbi időszakában a majd határozószóhoz az -n határozószó-képző hozzáadásával a majdan változat keletkezett. Ellentétben az előző esettel, nem ez, hanem alapszava használatos a mai szokásos nyelvi regiszterben, a majdan pedig régies és választékos. Ugyancsak paragogéval keletkezett régebben a pedig szóból a pediglen, a nyomatékosító -len elemmel. Ez is ma ritkább az alapszavánál, régies és körülményeskedő.
Hasonló eset a francia nyelvben a régebbi nyelvben keletkezett jusques ’-ig’ elöljárószó esete. Alapszava, a jusque elöljáró van meg a mai nyelv szokásos regiszterében.
Jövevényszavakat is érintett paragogé. Az olaszban gyakori volt a mássalhangzóra végződő idegen szavak beillesztése paragogé segítségével. Olyan történelmi személyiségek neve, mint Dávid és Szemiramisz az olaszban Davidde, illetve Semiramisse lett.
A románban is vannak paragogéval kezelt jövevényszavak, például curmal ’datolyapálma’ < török hurma, mivel a románban a fák nevei mind mássalhangzóra végződnek és hímneműek, az -a végződés pedig leggyakrabban a nőnemű határozott névelőnek megfelelő végartikulus.

## A mai nyelvben
A paragogé jellemző más nyelvváltozatokra is, mint a sztenderd nyelvváltozat szokásos regisztere, a nyelv aktuális állapotában. Az előbbi nyelvváltozatokban léteznek olyan paragogés szóváltozatok, amelyeknek a szokásos regiszterben paragogé nélküli megfelelőik vannak.
Vannak például paragogés szavak magyar területi nyelvváltozatokban (itteneg ~ itt), valamint a népi regiszterben, pl. ottan ~ ott, eztet ~ ezt, aztat ~ azt.
Az olasz népi regiszterben például a Semiramisse név végződéséhez hasonló paragogé van olyan köznevekben, amelyek a sztenderdben s-re végződnek: filobusse ~ filobus ’trolibusz’, lapisse ~ lapis ’ceruza’. Toszkánai nyelvjárásokban olyan paragogékat lehet hallani, mint mene ~ me (az io ’én’ tárgyként és határozóként használt szuppletív alakja), perchene ~ perche ’miért, mert’.
A románban is van nyelvjárási paragogé, például az összetett múlt idő többes számú alakjaiban használt melléknévi igenév -ără végződéssel: ați plătitără ~ ați plătit ’fizettetek’.
Horvát nyelvjárási paragogés szóalakok példái ondar ~ onda ’akkor’ és ovdjena ~ ovdje ’itt’.
A paragogé egyéni is lehet. Például egyes francia beszélők [ə]-t ejtenek ki mássalhangzóra vagy magánhangzóra végződő szavak végén, főleg felkiáltásban, pl. Bonjour ! [bɔ̃ˈʒuː.ʁə] ~ [bɔ̃ˈʒuːʁ] ’jó napot’, Merci ! [mɛʁˈsiː.ə] ~ [mɛʁˈsi] ’köszönöm’. Analógiáról lehet szó az e betűre végződő szavakkal, amely etimologikus, az ófranciában mindig [ə]-nek ejtették. A mai sztenderd szerint általában nem ejtendő ki, bizonyos fonetikai kontextusok kivételével (pl. l’autre groupe [ˈloːtʁəˈgʁup] ’a másik csoport’), de Dél-Franciaországban csaknem mindig kiejtik (Elle m’a dit qu’elle viendrait [ɛ.lə.maˈdi.kɛ.lə.vjɛnˈdʁe] ’Azt mondta, hogy el fog jönni’)), és egyének felkiáltásban északon is kiejtik, pl. Arrête ! [aˈʁɛː.tə] ’Hagyd abba!’< [aˈʁɛt].
A paragogé retorikai használata is egyéni. Például a francia klasszicizmus irodalmában megengedett volt már létező paragogés szavak használata a szebb hangzás elérése céljából vagy azért, hogy a verssorban meglegyen a szótagok szükséges száma. Ilyen célokból használták a jusques változatot jusque helyett magánhangzóval kezdődő szavak előtt, például:
Percé jusques au fond du cœur / D’une atteinte imprévue aussi bien que mortelle, […] ’A szívemig hasít belém / A váratlan csapás, és életem kioltja.’ (Pierre Corneille)
A magyar irodalomban ilyen példa népi paragogés szavak használata Karinthy Frigyes Az emberke tragédiájában irónia eszközeként:
Egyik hiszi eztet, aztat, / Másik hiszi aztat, eztet...

## Hozzáadott szószegmensek
A paragogé egyetlen beszédhang, magánhangzó vagy mássalhangzó, illetve hangcsoport hozzáadását jelenti. Az utóbbi lehet egy szótag vagy kettő is.
Hozzáadott magánhangzó példája az o az olasz sono ’vagyok’ (< latin sum) szó végén.
Hozzáadott mássalhangzó található az alábbi szavak végén:
- (angolul) sound ’hang’ < közép-angol soun;[3]
- (románul) curmal ’datolyapálma’ < török hurma;[5]
- (horvátul) ondar (nyelvjárási) ~ onda (sztenderd) ’akkor’.[6]

Hozzáadott szótagos példák:
- (magyarul) pediglen (régies) ~ pedig (szokásos);[10]
- (olaszul) perchene (nyelvjárási) ~ perche (sztenderd) ’miért, mert’;[13]
- (románul) ați plătitără (nyelvjárási) (két szótag) ~ ați plătit (sztenderd) ’fizettetek’;[14]
- (horvátul) ovdjena (nyelvjárási) ~ ovdje (sztenderd) ’itt’.[6]

Olykor a szóban forgó szegmens a nyelvben létező toldalék, de nem volt meg az alapszóban vagy nincs [[[nyelvtan]]i létjogosultsága, például az alábbi szavakban:
- (magyarul) ottan – határozószóhoz hozzáadott határozószó-képző;[1]
- (magyarul) aztat – megkettőzött esetrag;[1]
- (olaszul) sono ’vagyok’ – analógia útján hozzáadott személyrag;[4]
- (olaszul) essere ’lenni’ – analógia útján hozzáadott főnévi igenévi végződés.[4]